# ناوشکن کلاس شاسور
ناوشکن کلاس شاسور (به فرانسوی: Classe Chasseur) یک کلاس از ناوشکن‌های نیروی دریایی فرانسه است. طول کشتی‌های این کلاس ۶۴٫۲ متر (۲۱۰ فوت ۸ اینچ) می‌باشد.